# Brian Tarantina
Brian Tarantina (ur. 27 marca 1959 w Nowym Jorku, zm. 2 listopada 2019 tamże) – amerykański aktor telewizyjny, teatralny i filmowy.

## Filmografia

### Filmy
- 1984: Cotton Club jako Vince Hood
- 1989: Wujaszek Buck (Uncle Buck) jako E. Roger Coswell
- 1989: Urodzony 4 lipca jako weterynarz
- 1990: Drabina Jakubowa (Jacob’s Ladder) jako Doug
- 1993: Święty z fortu Waszyngtona (The Saint of Fort Washington) jako Fred
- 1993: Życie Carlita (Carlito’s Way) jako Speller
- 1996: Usłane różami (Bed of Roses) jako Randy
- 1996: Partner (The Associate) jako Eddie
- 1997: Donnie Brasco jako Bruno
- 1999: Utalentowany pan Ripley jako walczący sąsiad
- 2010: Wybuchowa para (Knight and Day) jako człowiek ze złomu

### Seriale TV
- 1990-1991: Tylko jedno życie (One Life to Live) jako Lucky Lippman
- 1986: McCall jako Lenny DeWitt
- 1988: Policjanci z Miami jako Rickman
- 1991: Prawo i bezprawie jako Corso
- 1994: Prawo i bezprawie jako Rudy
- 1996: Spin City jako pierwszy bezdomny
- 1997: Wydział zabójstw Baltimore jako Scott Russe
- 1997: Nowojorscy gliniarze jako Darin Gammel
- 1999: Brygada ratunkowa (Third Watch) jako James French
- 2000: Ostry dyżur (ER) jako Joe Barkley
- 2001: Zbrodnie Nowego Jorku jako Brick Top
- 2001: Rodzina Soprano jako Mustang Sally
- 2001: Jordan w akcji jako Devlin Inmate Martinson
- 2001: Prawo i bezprawie jako Al Manos
- 2001-2002: Kochane kłopoty (Gilmore Girls) jako Bootsy
- 2003: Sędziowie z Queens (Queens Supreme) jako Bobby Saferas
- 2004-2019: Tylko jedno życie (One Life to Live) jako Ray Castillo
- 2005: Prawo i porządek: Zbrodniczy zamiar jako Vic Bowman
- 2005: Prawo i bezprawie jako oficer Mike Bressler
- 2006: Herosi (Heroes) jako Weasel
- 2008: Prawo i porządek: sekcja specjalna jako Bill Jensen
- 2009: Prawo i porządek: Zbrodniczy zamiar jako Johnny Di Rogga
- 2012: Żona idealna jako Frankie Peel
- 2012: Elementary jako Walsh
- 2013: Czarna lista jako brat kuriera
- 2013: Impersonalni jako Yorke
- 2016: Zaprzysiężeni jako Nick Polk
- 2017: Madam Secretary jako menedżer motelu
- 2017-2018: Wspaniała pani Maisel jako Jackie

## Głosy
- 1996: Ripper – nałogowiec
- 2008: Grand Theft Auto IV – tłum Liberty City
- 2008: Grand Theft Auto IV: The Lost and Damned – Angus Martin